# Flambart
Le Flambart est une petite rivière française qui coule dans les départements des Vosges et de la Haute-Marne, dans la région Grand Est. C'est le premier affluent notable de la Meuse (rive droite). 

## Géographie
Le Flambart est un cours d'eau de la région du Bassigny. Il naît sur le territoire de la commune de Lamarche dans le département des Vosges, au sein d'une région fort boisée (forêt de Morimond). Peu après sa naissance, il adopte la direction du nord-ouest qu'il maintient tout au long de son parcours de près de 18,2 kilomètres. Il conflue avec la Meuse en rive droite, sur le territoire de la localité d'Audeloncourt, dans le département de la Haute-Marne. 

### Communes et cantons traversés
Le Flambart traverse les quatre communes suivantes, d'amont en aval, dans le département des Vosges : Lamarche (source), et dans le département de la Haute-Marne : Parnoy-en-Bassigny, Breuvannes-en-Bassigny et Audeloncourt (confluence).

## Affluents
Le Flambert a trois affluents référencés :
- le ruisseau des Roises, avec deux affluents :
  - le ruisseau de Louvot,
  - le ruisseau des Noues,
- le ruisseau de Folloot,
- la Vieille Rivière,

### Rang de Strahler
Donc le rang de Strahler est de trois.

## Hydrologie
Le module du Flambart au niveau de son confluent avec la Meuse est de 0,780 m3/s, pour un bassin versant de 79,7 km2. 
Grâce à l'apport du Flambart, le débit moyen de la toute jeune Meuse passe de 1,68 m3/s à 2,46 m3/s.

### Lame d'eau et débit spécifique
La lame d'eau écoulée dans son bassin est de 308,6 millimètres par an, ce qui est moyennement élevé, légèrement inférieur à la moyenne de la France tous bassins confondus (320 millimètres par an), mais nettement inférieur à la moyenne du bassin français de la Meuse (450 millimètres par an à Chooz, peu avant sa sortie du territoire français). Le débit spécifique ou Qsp du Flambart se monte dès lors à 9,79 litres par seconde et par kilomètre carré de bassin versant.

## Curiosités - Tourisme
- Parnoy-en-Bassigny : commune née de la fusion de Parnot et de Fresnoy-en-Bassigny. Église gothique de la Nativité de la Vierge à Fresnoy (monument historique) avec pierres tombales des Choiseul, ruines de l'ancienne abbaye de Morimond (mon.hist.) à Fresnoy, dont chapelle Sainte-Ursule. Château de Parnot du XVIIe siècle, château de Fresnoy (mon. Hist.). Forêt de Morimond avec de superbes chênaies et hêtraies, étangs de Fresnoy et de Morimond (site inscrit), baignades, nautisme, pêche, camping, randonnées.

- Breuvannes-en-Bassigny : née de la fusion de Breuvannes, Colombey-lès-Choiseul et Meuvy. Église Saint-Rémy de Breuvannes du XVIIe siècle et richement ornée, église Saint-Martin de Colombey du XVIe (monument historique) avec peintures murales et vitraux du XVIe, église Saint-Georges de Meuvy. Maisons des XVIIe et XVIIIe siècles. Villages fleuris. Pêche, chasse, etc.